# Hyporhicnoda humilior
Hyporhicnoda humilior är en kackerlacksart som beskrevs av Morgan Hebard 1933. Hyporhicnoda humilior ingår i släktet Hyporhicnoda och familjen jättekackerlackor.
Artens utbredningsområde är Panama. Inga underarter finns listade i Catalogue of Life.